# はるかぜどりに、とまりぎを。
『はるかぜどりに、とまりぎを。』は2007年10月26日にSkyFishより発売された日本の18禁恋愛アドベンチャーゲーム。略称ははるとま、はるどり。

## 概要
SkyFishの第3弾作品。初回版には初回特典としてオリジナルサウンドトラックCDと卓上サイズの2008年版カレンダーが同梱された。
2010年1月29日に本編の続編である『はるかぜどりに、とまりぎを。 2nd Story 〜月の扉と海の欠片〜』が発売された。
2009年9月21日に続編の制作情報が解禁されるのに先立ち、本編の桃谷春音ルートのシナリオを基に御厨みくりが新規にシナリオを書き下ろしたノベルスタイルのアドベンチャーゲーム『はるかぜどりに、とまりぎを。〜二人の想い〜』が全四話で2009年9月18日より毎週配信された。
また、続編の初回特典として配信された一話〜四話に加え、新規に五話〜八話とCGと音声が加えられた『はるかぜどりに、とまりぎを。〜二人の想い〜 完全版』が配布された。

## システム
最初に現在（2024年）のシーンから始まり、その後に春音が家にやってきた10年前（2014年）、冬子と恋をした1年前（2023年）、そして現在（2024年）の3つの時間軸のうちどの時間軸からスタートするのかを選択できる。また、ゲーム中には一般的な選択肢の他に、同じ日の中でも複数の人のイベントがある場合があり、この際にカレンダー画面でどのイベントを発生させるのかを選択することができ、これにより攻略の大枠を選択できる。それまで選択してきたイベントの道筋はカレンダーに年表のように記されていき、どのような過去を歩んできたかによって未来にその影響が及び、その後の物語が定められることになる。

## ストーリー
2024年2月、地球温暖化の影響で地上の多くが海に沈み、冬に桜が咲くようになった東京。それでも人間は以前と変わらぬ生活を送っている。
1年前、沖奈真語は香夜冬子と燃えるような恋をしたが教師と生徒という関係が問題となり、最終的に二人の関係は破局で終わり、真語はそれまで通っていた名門校から妹同然の従妹である桃谷春音の通う学校に転校することとなる。
それから1年、ただ漂うように時間を過ごしてきた真語。そんな中で、妹同然の存在であった春音から突然の告白を受け、止まっていた真語の時間が再び動き始める。

## 登場人物
沖奈 真語（おきな しんご）
原画：蔓木鋼音
身長：174cm
本編の主人公。感情を表現するのが苦手で、達観気味な性格もあり周囲からは冷めているように見られる。母親は父親と離婚し別居をしている。両親の離婚後に父親と春音と一緒にいる条件として母親の家業である歯科医を継ぐ約束をしている。
桃谷 春音（ももたに はるね）
声：中家志穂
原画：蔓木鋼音
身長：156cm
体重：44kg
体格：B79/W56/H81
誕生日：1月7日
血液型：A型
真語の父親の妹の娘で従妹。従妹ではあるが真語のことを「お兄ぃ」と呼ぶなど、兄妹同然の関係にある。幼い頃に両親を亡くしたため、親戚をたらい回しにされた末に真語の家に身を寄せることになる。最初は自分の殻にこもる性格であったが、10年前に愛犬である「早太郎」の死をきっかけに真語に対して心を開くようになる。
香夜 冬子（かぐや とうこ）
声：風音
原画：唐辛子ひでゆ
身長：165cm
体重：53kg
体格：B94/W59/H88
誕生日：12月25日
血液型：O型
真語が1年前に通っていた私立の進学校の新任の臨時講師で、真語の元彼女にして初めての相手。後に学園や両親に二人の関係を問題視され、彼女から身を引いた。実家は大資産家で、典型的なお嬢様。
金田 秋穂（かねだ あきほ）
声：藤森ゆき奈
原画：蔓木鋼音
身長：167cm
体重：53kg
体格：B89/W60/H87
誕生日：9月12日
血液型：B型
春音の親友で同級生。春音が妹的な性格なのとは対照的に姉御肌な性格をしている。幼馴染の亮太と交際中ではあるが、亮太が浮気性で子供っぽいこともありケンカが絶えない。裏設定として、自宅では「ぬーたん」という三毛猫を飼っている。
浦島 夏乃芽（うらしま かのめ）
声：青葉りんご
原画：唐辛子ひでゆ
身長：132cm
体重：37kg
体格：B67/W52/H73
誕生日：7月6日
血液型：AB型
真語の後輩で、イジメられっ子。真語を憧れの先輩と見ていたが、それがイジメっ子の悪友に知られてしまいイジメ半分で無理やり仕組まれ、ある日突然真語に告白をすることになる。教会で暮らしている。
辰宮 亮太（たつみや りょうた）
声：蔵前力士
原画：蔓木鋼音
身長：181cm
誕生日：8月22日
血液型：O型
真語の親友で、幼馴染の秋穂とは周囲も認める恋人同士の関係にある。勉強もそこそこでき、運動も得意なのだが、性格がお笑い系で子供っぽい。一部の女子からは真語との関係を噂されている。
沖奈 亘（おきな わたる）
声：生類憐
原画：蔓木鋼音
身長：177cm
誕生日：11月30日
血液型：AB型
真語の父親。元々は文化人類学の助教授であったが、夢を追うため教授職を蹴ってお好み焼き屋を開業した。その他に水没した街や海底にロマンをはせ潜水艇を購入したりしたために、借金を抱えてしまい妻に逃げられた。
川越 小枝子（かわこし さえこ）
声：河乃音々
別居中の真語の母親。実家で歯科医をしている。次作に出てくるヒロインの「川越小枝子」と同一人物。

## 音楽
オープニングテーマ
- seven colors
  - 歌：みとせのりこ
  - 作編曲：まにょっ（Little Wing）
  - 作詞：marie

エンディングテーマ
- なみのうた
  - 歌：みとせのりこ
  - 作編曲：まにょっ（Little Wing）
  - 作詞：marie

両曲ともショートバージョンがSkyFish公式サイトから無料でダウンロードできる他、オープニングテーマの「seven colors」はGWAVEによる美少女ゲームの主題歌を集めたコンピレートアルバムである『GWAVE2007 2nd Drivers』や、Little Wingのワークスベストアルバムである『Thanksgiving』にフルコーラス版が収録されている。また、HOBiRECORDSより発売されたSkyFish各作品のボーカル曲を集めた『SkyFish vocal collection volume.1』にも両曲のフルコーラス版が収録されている。

## スタッフ
- 企画・原案・監督：ひろもりさかな
- 原画：蔓木鋼音、唐辛子ひでゆ
- シナリオ：巳無月、素浪人[11]
- 音楽：MANYO（Little Wing）

## 物語の舞台
2024年の近未来の世界では地球温暖化が進み、四季が乱れて暦の上で冬に桜が咲くようになった。それに加え温暖化が原因とされるサトリ病という疫病が15年程前から蔓延して人口は瞬く間に半減してしまう。そのような末期的な状況の中、人口が半減して住む場所がさほど必要ではなくなったこともあり、早急な温暖化対策として人間自身の手で土地の大半を水没させた。
東京は海面上昇の影響で沿岸の市街地の多くが海に沈み、池袋のサンシャイン60の直ぐ近くまで海岸が迫り、山手線は環状ではなく分度器形の路線となってしまっている。かつては飛鳥山と呼ばれた場所も、海に囲まれ飛鳥島と呼ばれている。
それでも、温暖化対策の効果があったのか地球は少しずつ戻りつつあり、サトリ病もそれまでの猛威が嘘かのようにすっかり影を潜めてしまう。

## Webラジオ
SkyFishラジオ第2弾としてロックンバナナよりWebラジオ『はるとま。と-』が2007年9月7日の第0回放送の後、本放送として2007年9月14日の第1回から2007年11月30日第12回まで毎週金曜更新で放送された。
番組タイトルの『はるとま。と-』の「と-」の後には、その放送内容によって毎回違ったフレーズが入る。
パーソナリティは桃谷春音役の中家志穂、金田秋穂役の藤森ゆき奈、辰宮亮太役の蔵前力士の3人で、この他に一部の放送回では香夜冬子役の風音に浦島夏乃芽役の青葉りんご、犬の早太郎役の水純なな歩にSkyFishの広報担当である独楽鼠・笹島がゲストとして登場する。
2008年1月25日には全放送分の他に未放送分などを収録した『はるとま。と-』Special!!が発売された。詳しくは関連商品の節を参照のこと。

## 関連商品
Webラジオ
- はるかぜどりに、とまりぎを。 S・Fラジオステーション『はるとま。と-』Special!!
  - 発売日：2008年1月25日
  - ブランド：HOBiRECORDS
  - メディア：DVD-ROM
  - 品番：HBDC-073
  - 『はるとま。と-』の第0回を含む全13回の放送分に加え未放送分が収録されている他、『はるとま。と-』の前番組で『白銀のソレイユ』の宣伝番組である『ソレ・ラジ』の全10回放送分、それに『はるかぜどりに、とまりぎを。』の設定やイラストデータ集が収録されている。2007年12月29日〜31日に開催されたコミックマーケット73にて来場者限定で先行発売された[16]。

小説
- はるかぜどりに、とまりぎを。 春爛漫 桃谷春音の愛情
  - 小説：空蝉
  - 表紙：蔓木鋼音
  - 挿絵：久遠樹
  - 発売日：2008年1月31日
  - レーベル：二次元ゲームノベルズ
  - 出版社：キルタイムコミュニケーション
  - ISBN 978-4-86032-523-7

フィギュア
- レジンキャストキット 1/8スケール 『桃谷春音』
  - 販売元：アゾット
  - 素材：レジンキャストキット
  - 原型作成：鈴木孝弘
  - 2008年2月24日開催のワンダーフェスティバル2008冬にて先行発売された[17]。